# アンリ＝エドモン・クロス
アンリ＝エドモン・クロス（Henri-Edmond Cross、本名:アンリ＝エドモン・ドラクロワ Henri-Edmond Joseph Delacroix、1856年5月20日 - 1910年5月16日）はフランスの画家である。「新印象派」の画家の1人である。

## 略歴
ノール県のドゥエーで生まれた。1865年に家族とリールに移った。1878年にリールの美術学校(École académique de dessin de Lille)でアルフォンス・コラ(Alphonse Colas)に学んだ後、1881年にパリに出て、フランソワ・ボンヴァンやEmile Dupont-Zipcyに学んだ。最初、写実的な「アカデミック美術」の画家として活動した。
1881年に名前をドラクロワからクロスに変え、初めてサロン・ド・パリに出展した。この頃「外光派」の画家として、印象派の画風に転じ、フランスの地中海岸の風景画を描いた。新印象派の画家、ポール・シニャックと地中海岸の写生の中で知り合い友人となった。1884年に、アンデパンダン美術協会の創立メンバーに加わり、アンデパンダン展に出展するようになり「新印象派」と呼ばれるようになる他のメンバー、ジョルジュ・スーラ、アルベール・デュボワ＝ピエ、シャルル・アングランらと知り合ったが、クロスが「点描」のような、新印象派のスタイルで描くようになるのは、1891年頃からであった。1891年にはスーラが亡くなっている。
1890年代の半ばぐらいまで点描の作品を描き、その後色の塊は面積を持つようになり、モザイク画のようなスタイルに変わって言ったとされる。
リウマチの療養のために冬は温暖な地を求めて、フランス南部、プロヴァンス＝アルプ＝コート・ダジュール地域圏で過ごし、後にサンクレール(Saint-Clair)という小さな村で、1年を通して暮らすようになった。1904年にクロスを訪ねたアンリ・マティスはクロスの作品から影響を受けたとされる。
1910年にサンクレールで没した。

## 作品

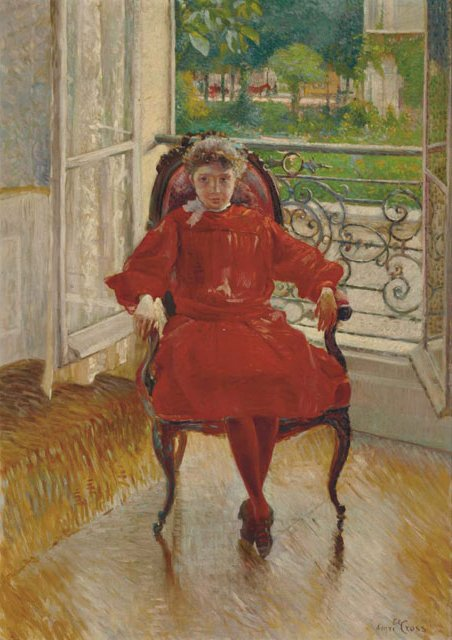
"La Blouse Rouge" 「赤いブラウスの少女」(1885)
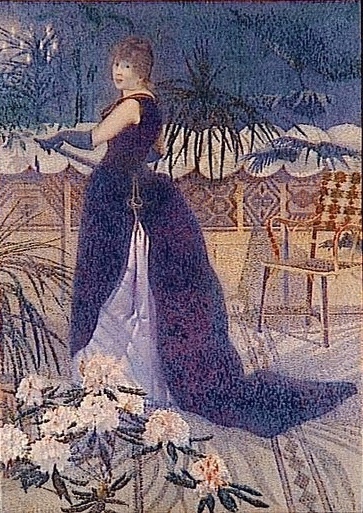
"Madame Hector France" 「マダム･エクトール･フランス」(1891)
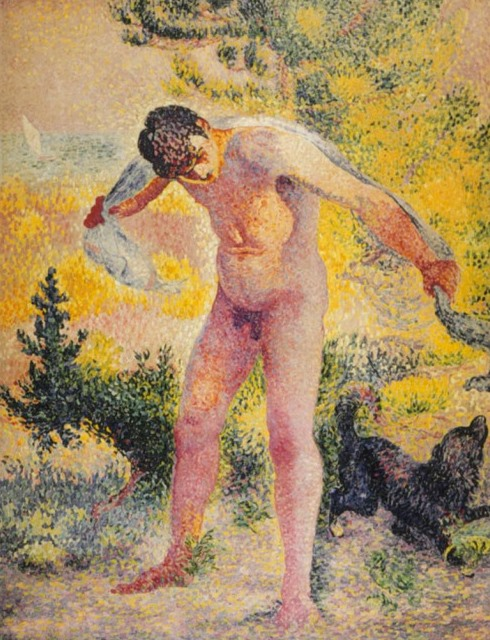
「沐浴」
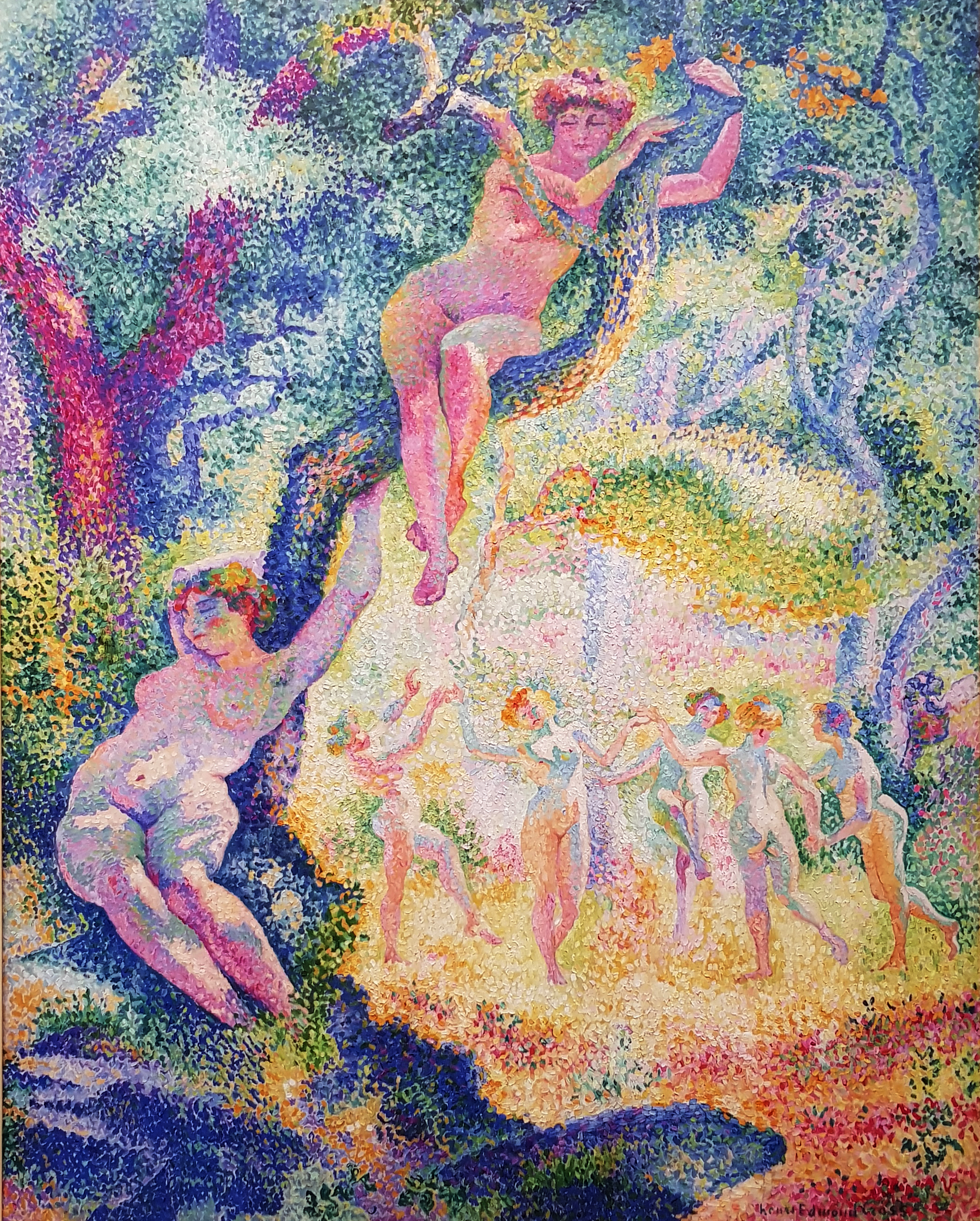
"The Glade" 「木陰の情景」(1906)
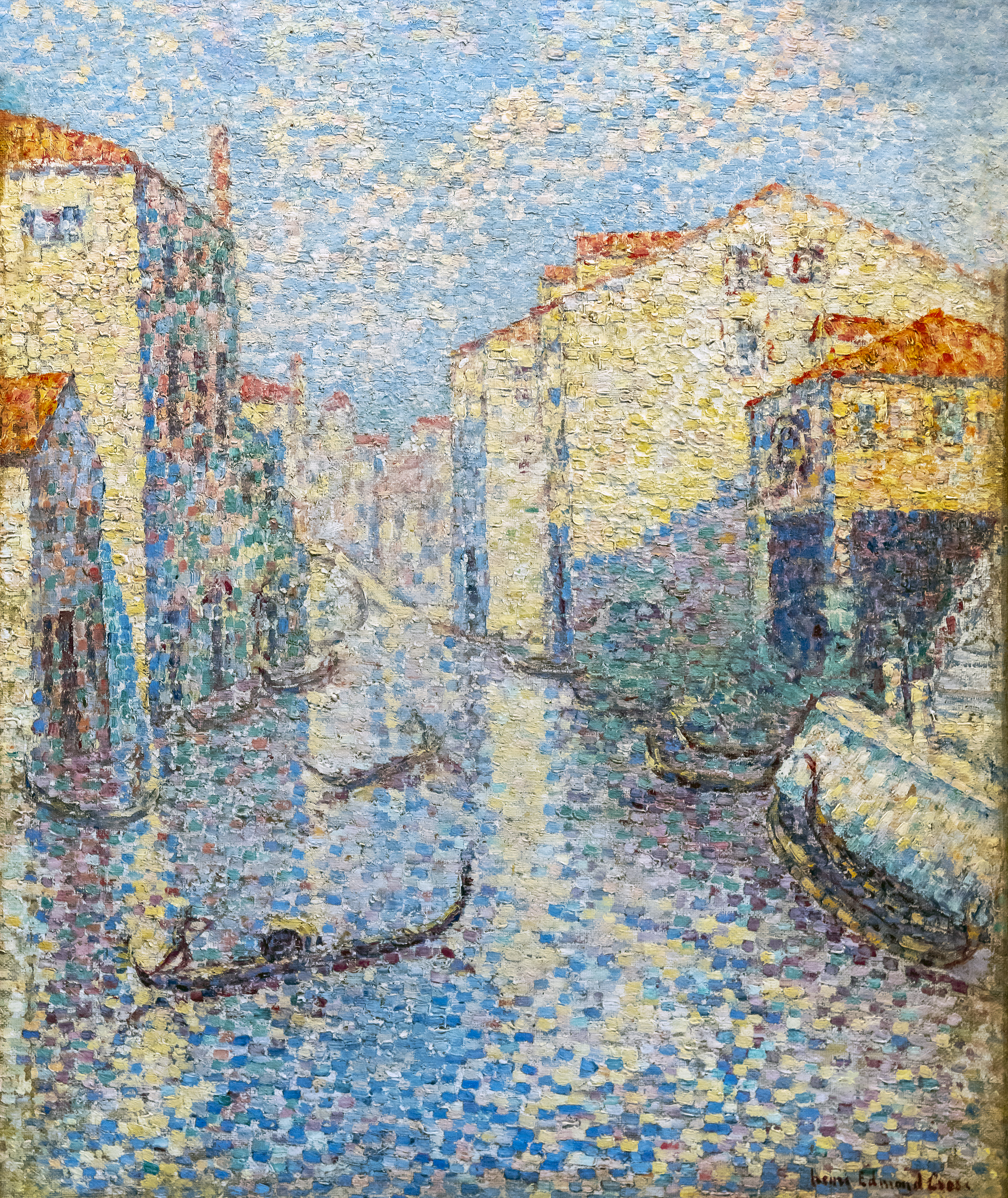
「ヴェネツィアの運河」

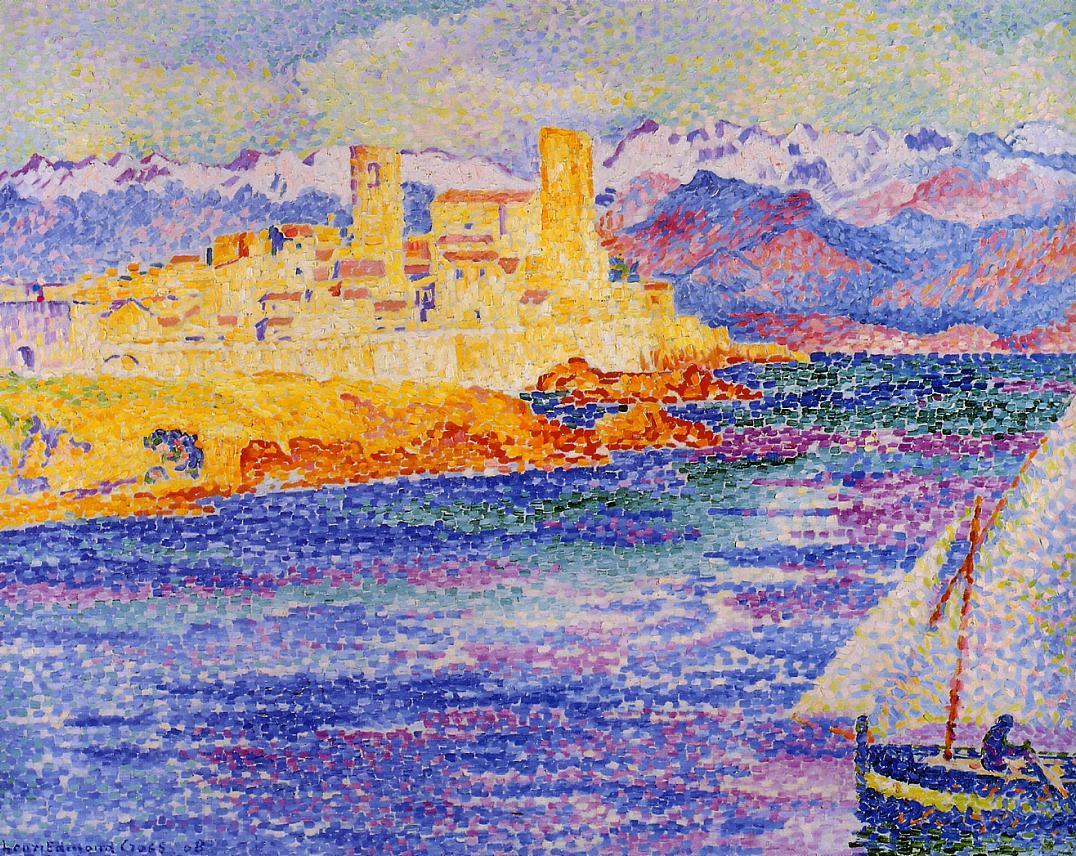
「アンティーブ」 (1908)
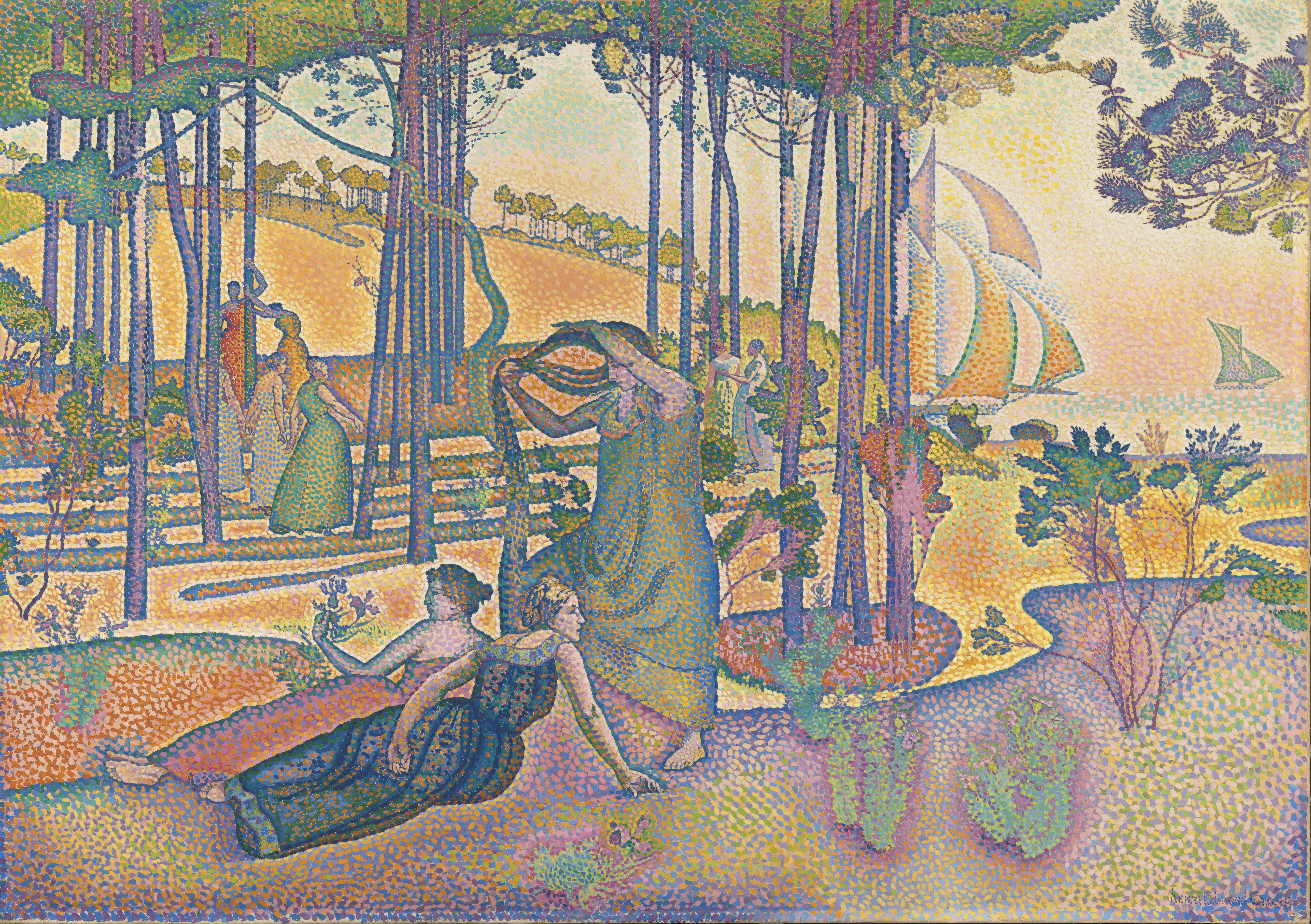
"The Evening Air"「午後の空気」 (1893)
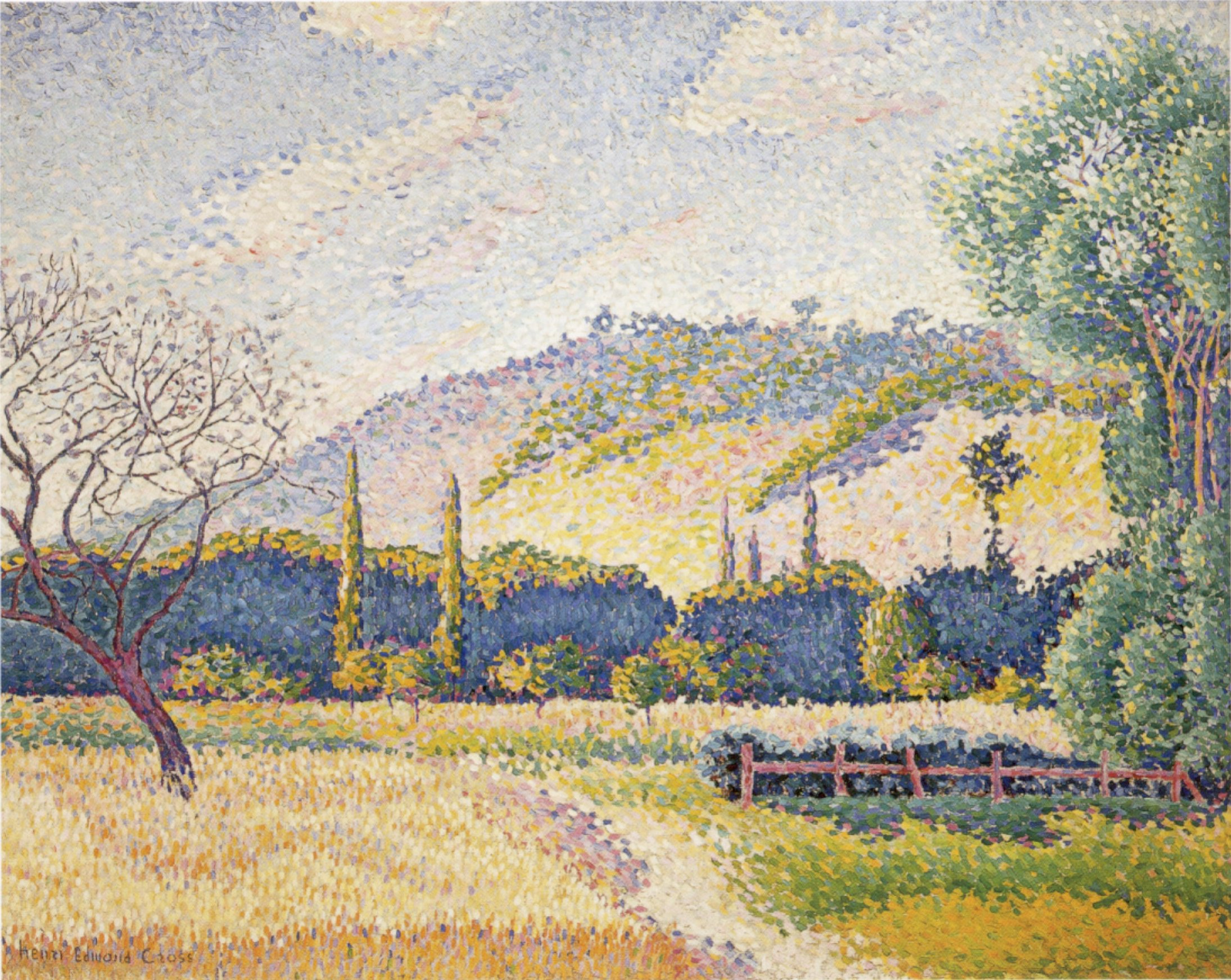
「風景」circa 1896 -99